# Iodophanus testaceus
Iodophanus testaceus är en svampart som först beskrevs av Jean Baptiste Mougeot, och fick sitt nu gällande namn av Korf 1967. Iodophanus testaceus ingår i släktet Iodophanus och familjen Pezizaceae.  Arten är reproducerande i Sverige. Inga underarter finns listade i Catalogue of Life.